# Marcilly-en-Bassigny
Marcilly-en-Bassigny település Franciaországban, Haute-Marne megyében. Lakosainak száma 223 fő (2022. január 1.). Marcilly-en-Bassigny Andilly-en-Bassigny, Arbigny-sous-Varennes, Celles-en-Bassigny, Haute-Amance, Plesnoy és Varennes-sur-Amance községekkel határos.

## Népesség
A település népességének változása:
| Lakosok száma | 215  | 207  | 216  | 218  | 223  | 224  | 224  | 225  | 223  |
|               | 2013 | 2015 | 2016 | 2017 | 2018 | 2019 | 2020 | 2021 | 2022 |